# ヴォワ・デュ・ノール
『ヴォワ・デュ・ノール』（フランス語: La Voix du Nord）はフランスの北部のノール＝パ・ド・カレー地域圏で発行されている地方新聞。1941年4月1日創刊。『ノールの声』ともいう。

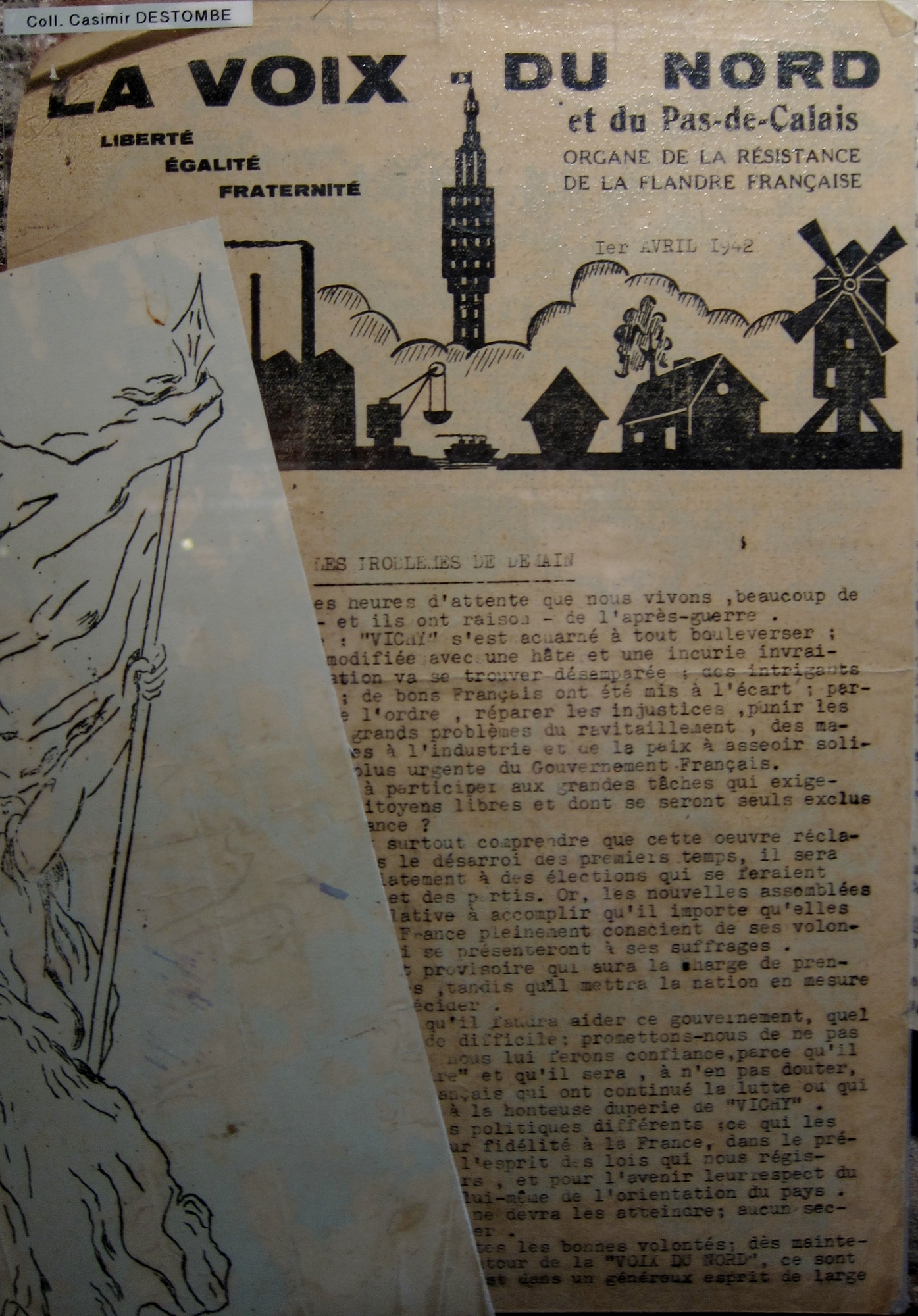
1942年4月1日号。ボンデュのレジスタンス博物館展示。

## 歴史
ヴォワ・デュ・ノールは、第二次世界大戦中にドイツ占領下のフランスで設立されたフランスレジスタンスの地下新聞の一つである。ノール＝パ・ド・カレー地域がブリュッセルのドイツ軍政府によって統治されていた1941年4月にノール県県庁所在地のリールで初めて発行された。当時のキャッチフレーズは「フランス領フランドルのレジスタンス機関」。
2006年、ベルギーの主要新聞「ル・ソワール」を所有する大手メディア「ロッセル・グループ」の傘下となった。

### ドイツ占領下での出発
ヴォワ・デュ・ノールは、政治的抵抗運動のきっかけとなった地下新聞である。発行にたずわるこの抵抗組織は、フランス語で「北の声」、または「ノール県の声」の意味である「ヴォワ・デュ・ノール」と呼ばれていた。創刊号は 1941年4月に 65部が印刷され、発行者の使命として次のように宣言された。
フランスには、新聞もラジオもなくフランス語で自由に話せる人は誰もいません。唯一のフランス語の声は、ロンドンのラジオを通じてのみ聞こえてきます。私たちは彼らに同意し、そして次のように信じています。「義務と名誉に対して妥協しない」、「悪に対して妥協しない」、「敵と協力しない」。 - La Voix du Nord, April 1941
ヴォワ・デュ・ノールは、亡命政府のドゴール将軍への支持と傀儡政権と受け取られていたヴィシー政権への反対を明言した。当初のメンバーには、警察准将で労働組合員、フランス社会党 (SFIO)の社会主義者であるジュール・ヌートゥールと、社会主義カトリック教徒のナタリス・デュメの全く異なる2人の人物がいた。デュメは、編集部の中心人物であり、創刊から39号までに掲載された 400の記事の主たる執筆者だった。ヌートゥールは、1943年9月8日に逮捕され、グロース・ローゼン強制収容所に移送ののち 1945年2月1日に死亡した。
ページ数は、ロネオタイプ（輪転式謄写印刷機） による初日の 4ページから、6ページ、さらには 10ページへと急速に増えていった。紙の入手が困難になり、1943年2月には 4ページにまで減らしたこともあったが、発行部数は当初の約 900部から、1943年1月に 15,000部にまで増加した。新聞は 1942年9月まで隔週発行され、1943年以降は月刊となった。
ドイツ支配からの解放後の 1944年9月5日に、のちにフランスの政治家となるジュール・ホッケの責任のもとで発行された号の最初のページには「北部地域は自由である」という6段組みのタイトルが取り消し線で描かれた。自由と独立のために、これらの新聞を書き、印刷し、配布した530人以上の人々の投獄と拷問、強制収容所送りという高い代償を払わされたのである。

## 現代
戦後は、会社組織となり施設も人員も一新され、1950年代にはさまざまな地方版の印刷を開始し、地域を網羅するようになっていった。現在、ヴォワ・デュ・ノールは、タブロイド判で発行されている。ノール＝パ・ド・カレー地域で開催される自転車レース「グランプリ・ド・フルミー」のスポンサーでもある。

## 発行部数
| 年   | 部数    |
| ---- | ------- |
| 1998 | 323,000 |
| 2000 | 332,000 |
| 2001 | 320,000 |
| 2002 | 307,191 |
| 2003 | 315,000 |
| 2014 | 231,066 |
| 2015 | 226,214 |
| 2016 | 214,542 |
| 2017 | 209,203 |
| 2018 | 204,219 |
| 2019 | 207,861 |
| 2020 | 199,713 |
| 2021 | 193,018 |